# Quest3D
Quest3D – silnik graficzny i platforma do tworzenia aplikacji 3D. Główne zastosowania to wizualizacje architektoniczne, wizualizacje produktów, gry komputerowe, aplikacje szkoleniowe i symulatory. Dane z programów graficznych, takich jak Maya, 3D Studio Max, AutoCAD itp. mogą być eksportowane do Quest3D i wykorzystane do tworzenia interaktywnej aplikacji 3D. Quest3D jest tworzony przez holenderską firmę Act-3D B.V.. Pierwsza wersja programu ukazała się w 2001 roku.

## Graficzne środowisko programistyczne
Jedną z najbardziej charakterystycznych cech Quest3D jest sposób programowania. W odróżnieniu do standardowej metody pisania kodu programu, jak w językach programowania (np. C++), środowisko edycyjne Quest3D jest prawie całkowicie graficzne. Inną cechą wyróżniającą jest to, że możemy edytować aplikację podczas jej działania. Nie ma potrzeby kompilowania aplikacji tak jak w spotykanych środowiskach programistycznych.

### Logika aplikacji
Aplikacje Quest3D tworzymy poprzez łączenie ze sobą bloków funkcjonalnych zwanych "Channel'ami". Połączone w graf channel'e reprezentują strukturę naszej aplikacji. Silnik graficzny "przebiega" poprzez graf podczas każdej klatki renderowania, wywołując każdy channel. W ten sposób powstaje interaktywna aplikacja 3D.
Nie ma potrzeby kompilowania aplikacji, użycia interpretera ani uruchamiania wirtualnej maszyny ponieważ każdy channel zawiera już skompilowany kod. Dzięki temu wydajność silnika Quest3D jest porównywalna do silników graficznych napisanych w C++.

### Edytory
Środowisko Quest3D zawiera edytory do tworzenia logiki aplikacji, do edycji obiektów, animacji, programowania HLSL i LUA.

### Publikowanie
Końcowa aplikacja może być opublikowana jako aplikacja Windows (pliki exe) lub jako strona WWW. Obsługiwane przeglądarki to Internet Explorer i Firefox.

## Wymagania systemowe
- Windows 2000, XP, Vista (64 lub 32-bit) i DirectX 9
- 256 MB pamięci systemowej
- Procesor 1 Ghz
- Karta graficzna z obsługą DirectX
- 32 MB pamięci wideo
- 400 MB miejsca na twardym dysku

## Licencja
Quest3D jest dostępny w wersji komercyjnej i edukacyjnej.

## Zastosowania
Gry komputerowe, wizualizacje architektoniczne, symulatory, produkcja TV, aplikacje szkoleniowe.

## Niektóre aplikacje
- Audiosurf - gra stworzona przez Invisible Handlebar. Zwycięzca IGF Award.
- Ship Simulator - symulator łodzi stworzony przez firmę VSTEP
- Leo der Haze gra dla dzieci stworzona przez Ovos real-time 3D
- Chicken Football gra zręcznościowa, stworzona przez Paladin Studios dla akcji humanitarnej.
- The Endless Forest gra sieciowa, stworzona przez Tale of Tales
- Twinners interaktywna gra telewizyjna.